# Hyphoderma crustulinum
Hyphoderma crustulinum ist eine Ständerpilzart aus der Familie der Fältlingsverwandten (Meruliaceae). Sie bildet teppichartige, membranöse Fruchtkörper von weißlicher Farbe aus und wächst auf Geißklee (Cytisus spp.). Die Art ist in der Voralpenregion Frankreichs und Italiens verbreitet.

## Merkmale

### Makroskopische Merkmale
Hyphoderma crustulinum besitzt für die Gattung Hyphoderma typische, resupinate, membranös-wachsartige Fruchtkörper, die zunächst kreisförmig in Gruppen wachsen und dann zusammenfließen. Sie sind orange bis braun gefärbt und stumpfen Zähnchen von rund 2 mm Länge besetzt. Der der Fruchtkörper ist weiß und flaumig bis faserig.

### Mikroskopische Merkmale
Wie bei allen Hyphoderma-Arten ist die Hyphenstruktur von Hyphoderma crustulinum monomitisch, weist also nur generative Hyphen auf. Die 3–5 µm breiten Subhymenialhyphen sind dünnwandig, die 3–6 µm breiten Subicularhyphen eher dickwandig. Beide sind hyalin und können Inkrustierungen zeigen. Die Septen weisen stets Schnallen auf. Zystiden sind nicht vorhanden, einige Hyphen entwickeln einen breiten oder leicht kopfförmigen Fortsatz an ihrer Spitze. Die sehr langen Basidien der Art sind keulenförmig, besitzen vier Sterigmata und messen 45–60 × 6,5–8 µm. An der Basis besitzen sie eine Schnalle. Ihre Sporen sind schmalzylindrisch bis wurstförmig, hyalin und dünnwandig. Sie messen 12–16 × 4,5–5,5 µm und sind nicht cyanophil.

## Verbreitung
Die bekannte Verbreitung der Art umfasst die südliche Voralpenregion Frankreichs und Italiens, sie gilt als äußerst selten.

## Ökologie
Hyphoderma crustulinum wächst auf den Strünken von Geißklee (Ctisus spp.).